# Governatori della Groenlandia
Questa lista riunisce tutti i capi di Stato della Groenlandia dopo il 1925 e prima dell'ottenimento dell'autogoverno (1979). Prima del 1950 i Governatori erano tre, poi se ne elesse solo uno per tutta la Groenlandia.
Per i capi di Stato prima di questo periodo vedi Ispettori della Groenlandia, mentre per quelli successivi vedi Primo ministro della Groenlandia.

## Governatori della Groenlandia Settentrionale (prima del 1950)
- Philip R. Rosendahl (1925-1928)
- Jørgen Berthelsen (1928-1929)
- Philip R. Rosendahl (1929-1939)
- Eske Brun (1939-1945)
- Carl Fredrik Simony (1945-1947)
- Niels Otto Christensen (1947-1950)

## Governatori della Groenlandia Meridionale (prima del 1950)
- Knud Oldendow (1925-1932)
- Aksel Svane (1932-1941)
- Eske Brun (1941-1945)
- Carl Fredrik Simony (1945-1950)

## Governatori della Groenlandia Orientale (prima del 1950)
Questo territorio fu annesso alla Norvegia con il nome di Terra di Erik il Rosso e fu norvegese tra il 1932 e il 1933, quando la Danimarca riottenne il possesso di quella terra.
- Helge Ingstad (1932-1933)

## Governatori della Groenlandia (dopo il 1950)
- Poul Hugo Lundsteen (1950-1960)
- Finn C. Nielsen (1960-1963)
- Niels Otto Christensen (1963-1973)
- Hans Lassen (1973-1979)